# Suzanne Struik
Suzanne Struik (6 juli 1987) is een Nederlands korfbalster. Zij is meervoudig Nederlands kampioen geworden met PKC uit Papendrecht. Ook is zij recordhouder bij het Nederlands Team met aantal gespeelde interlands (69). Zij werd 3 keer verkozen tot Beste Speelster in de Korfbal League en werd ook 3 keer topscoorder in deze competitie. Ze stopte in 2019, maar kwam later terug in de selectie van PKC

## Spelerscarrière

### Begin van carrière
Struik begon met korfbal toen ze 5 jaar oud was bij korfbalvereniging GKV uit Gorinchem. Ze doorliep daar haar opleiding, maar zij besloot in 2003, op 17-jarige leeftijd,  om over te stappen naar PKC om op het hoogste niveau van Nederland te spelen.

### PKC
In haar eerste seizoen in het 1e team bij PKC, seizoen 2004-2005 deed PKC goede zaken. Onder leiding van coach Steven Mijnsbergen en met topspelers zoals Mady Tims en André Simons werd PKC in de zaalcompetitie 1e in de Hoofdklasse B. PKC won in de kruisfinale van Nic. met 18-8 en plaatste zich zo voor de zaalfinale. PKC won deze wedstrijd met 21-11 van DOS'46. Zodoende was Struik al in haar eerste seizoen al meteen Nederlands zaalkampioen. Net veel later, in hetzelfde seizoen, deed PKC het ook erg goed in de veldcompetitie. PKC won in de kruisfinale van DOS-WK met 24-18 en plaatste zich ook voor de veldfinale. In deze eindstrijd won PKC van Dalto met 20-19. Zodoende had PKC de dubbel te pakken, door in 1 seizoen zowel veld-als zaalkampioen te worden.
In haar tweede seizoen 2005-2006 was de zaalcompetitie anders opgezet. De 2 hoofdklassen waren vervangen door 1 poule van de 10 beste korfbalclubs van Nederland ; de Korfbal League. In de eerste editie van de Korfbal League werd zij verkozen tot  Talent van het Jaar. PKC werd 1e in de competitie, maar verloor de kruisfinale van het als 4e geplaatste Dalto.
In seizoen 2006-2007 werd PKC 2e in de zaalcompetitie en stond weer in de play-offs. Vanaf dit seizoen was de nacompetitie veranderd van 1 kruisfinale naar een play-off serie met het best-of-3 principe. PKC stond in de play-offs tegen Nic. en won in 2 wedstrijden, waardoor het zichzelf plaatste voor de zaalfinale. In de finale verloor PKC met 17-16 van DOS'46.

### Return op hoogste niveau
Eind 2019 besloot PKC om Struik weer terug te vragen in de selectie van de club, aangezien Brett Zuijdwegt voor langere tijd geblesseerd was geraakt. Ondanks dat Struik gestopt was, besloot ze in te gaan op de vraag vanuit PKC en zich weer toe te voegen aan de selectie.
In seizoen 2019-2020 speelde de Korfbal League 17 speelrondes, voordat het moest stoppen vanwege de COVID-19 pandemie. Het seizoen werd niet meer uitgespeeld. Dit zou het laatste seizoen van Struik zijn als speelster in PKC 1.

## Blessureleed
Ondanks haar imposante carrière, speelden blessures ook een grote rol. Haar eerste grote blessure deed ze op in 2007, toen ze haar achillespees afscheurde. Ook haar knie bleef niet blessurevrij, want ze scheurde twee keer haar kruisband af (in 2009 en 2012). Ze kwam van al deze blessures terug, maar zou nooit meer haar niveau uit 2009 halen. Desondanks staat zij symbool voor haar mentale kracht om na meerdere zware blessures zich terug te knokken op het hoogste niveau.

## Statistieken
| Naam           | KL seizoenen | Wedstrijden | Goals | Gemiddeld | Strafworpen |
| -------------- | ------------ | ----------- | ----- | --------- | ----------- |
| Suzanne Struik | 13           | 211         | 734   | 3,5       | 106         |

## Erelijst
- Nederlands kampioen zaalkorfbal, 3x (2005, 2013, 2015)
- Nederlands kampioen veldkorfbal, 4x (2005, 2006, 2016, 2018)
- Europacup kampioen zaalkorfbal, 3x (2006, 2014, 2016)
- Supercup kampioen veldkorfbal, 2x (2016, 2018)
- Beste Korfbalster van het Jaar, 3x (2009, 2012, 2015)
- Talent van het Jaar, 1x (2006)

## Oranje
Vanaf 2006 is Struik een vaste waarde in het  Nederlands Team. Ze stopte in 2018 en heeft zodoende 69 interlands op haar naam staan. Hiermee is ze recordhouder onder de vrouwen.
Tijdens haar periode in Oranje heeft ze goud gewonnen op de volgende toernooien:
- EK, 2x (2010, 2018)
- WK, 3x (2007, 2011, 2015)
- World Games, 3x (2009, 2013, 2017)

## Trivia
- Struik scoorde 106 strafworpen. Hiermee is zij de meest scorende dame aller tijden in de Korfbal League vanaf de strafworpstip